# Produit cartésien

Illustration d'un produit cartésien A × B où A = {x,y,z} et B = {1,2,3}.

Cet article fait référence au concept mathématique sur les ensembles. Pour les graphes, voir produit cartésien de graphes.
En mathématiques, le produit cartésien de deux ensembles X et Y, appelé également ensemble-produit, est l'ensemble de tous les couples dont la première composante appartient à X et la seconde à Y. On généralise facilement cette notion, valable pour deux ensembles, à celle de produit cartésien fini, qui est un ensemble de n-uplets dont les composantes appartiennent à n ensembles. La généralisation à un produit cartésien infini nécessite, quant à elle, la notion de fonction.
Les produits cartésiens doivent leur nom à René Descartes, qui, en créant la géométrie analytique, a le premier utilisé ce que nous appelons maintenant ℝ2 = ℝ × ℝ pour représenter le plan euclidien, et ℝ3 = ℝ × ℝ × ℝ pour représenter l'espace euclidien tri-dimensionnel (ℝ désigne la droite réelle).

## Produit cartésien de deux ensembles

### Définitions
Pour le carré cartésien en théorie des catégories, voir Catégorie additive#Carrés cartésiens et cocartésiens.
- Pour tout ensemble A et tout ensemble B, il existe un ensemble P dont les éléments sont tous les couples dont la première composante appartient à A et la seconde à B :{\displaystyle \forall A\;\forall B\;\exists P\quad \forall z\;{\bigl (}z\in P\Leftrightarrow \exists x\;\exists y\;\left(x\in A\;\land \;y\in B\;\land \;z=(x,y)\right))}.Cet ensemble est noté A × B (lire « A croix B ») et est appelé produit cartésien de A par B.
- Cas particulier : A × A est noté A2 et appelé carré cartésien de A :{\displaystyle A^{2}=\{(x,y)\mid x\in A\;\land \;y\in A\}}.

### Exemples

Tore

- Soit A l'ensemble { A, R, D, V, 10, 9, 8, 7, 6, 5, 4, 3, 2 }. Soit B l'ensemble { pique, cœur, carreau, trèfle }. Alors le produit cartésien A × B de ces deux ensembles est un jeu classique de 52 cartes, c'est-à-dire l'ensemble :

{ (A, pique) ... (2, pique) , (A, cœur) ... (2, cœur) , (A, carreau) ... (2, carreau) , (A, trèfle) ... (2, trèfle) }.
- Le produit {\displaystyle \mathbb {R} \times \mathbb {R} \doteq \{(x,y)|x\in \mathbb {R} ,y\in \mathbb {R} \}}, qui peut être représenté par les points d'un plan (déterminé par deux axes orientés perpendiculaire), s'appelle le plan euclidien, et se désigne par {\displaystyle \mathbb {R} ^{2}}.
- Le produit de deux cercles {\displaystyle C_{1}} et {\displaystyle C_{2}}, qui peut être représenté par les points d'un tore à trois dimensions, s'appelle le tore euclidien[1].

### Propriétés
- Un produit cartésien A × B est vide si et seulement si A ou B est vide. En particulier : pour tout ensemble {\displaystyle A}, {\displaystyle \varnothing \times A=A\times \varnothing =\varnothing }.
- Les deux facteurs d'un produit sont entièrement déterminés par ce produit, s'il est non vide. Plus précisément : si {\displaystyle A\neq \varnothing } alors {\displaystyle y\in B\Leftrightarrow \exists x\quad (x,y)\in A\times B} et de même, si {\displaystyle B\neq \varnothing } alors {\displaystyle x\in A\Leftrightarrow \exists y\quad (x,y)\in A\times B}.
- Si A et B sont finis, alors le cardinal de A × B est égal au produit des cardinaux de A et de B.
- Le produit cartésien de deux ensembles est unique d'après l'axiome d'extensionnalité. Si on considère couples et produits cartésiens comme des notions primitives, on aura comme axiome cette propriété d'existence et d'unicité. Elle se démontre, en théorie des ensembles ZFC, pour la représentation des couples choisie.

### Représentation en théorie des ensembles
En théorie des ensembles, si on choisit, comme usuellement, la représentation des couples de Kuratowski,
les couples dont la première composante est dans A et la seconde dans B sont des éléments de P[P(A∪B)] (où P(E) désigne l'ensemble des parties de E). L'existence de cet ensemble résulte de l'axiome de la réunion et de l'axiome de l'ensemble des parties.
On peut par conséquent définir le produit cartésien par compréhension. On aura alors besoin des couples et donc, en plus des axiomes précédents, dans Z de l'axiome de la paire et du schéma d'axiomes de compréhension ou dans ZF de l'ensemble des parties à nouveau et du schéma d'axiomes de remplacement (dont conjointement se déduit l'existence de paires) :
On peut même se passer de l'ensemble des parties en utilisant deux fois le schéma d'axiomes de remplacement : une fois pour A × {b} et une autre fois pour :

### Représentation enthéorie des catégories

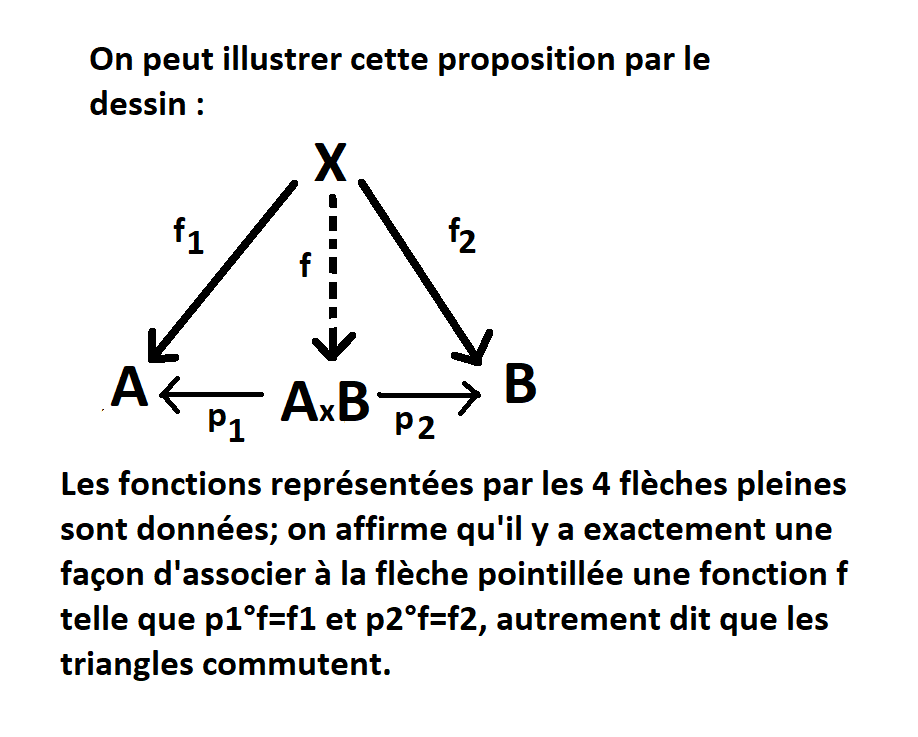
dessin pour fonctions de deux variables

Se donner une application d'un ensemble {\displaystyle X} dans le produit cartésien {\displaystyle A\times B} de deux ensembles {\displaystyle A} et {\displaystyle B} revient à se donner deux applications : l'une de {\displaystyle X} dans {\displaystyle A} et l'autre de {\displaystyle X} dans {\displaystyle B}. Plus formellement : l'ensemble {\displaystyle A\times B}, muni des deux projections {\displaystyle p_{1}:A\times B\to A,(a,b)\mapsto a} et {\displaystyle p_{2}:A\times B\to B,(a,b)\mapsto b}, est caractérisé à un isomorphisme canonique près, par la propriété universelle suivante : pour tout ensemble {\displaystyle X} et toutes applications {\displaystyle f_{1}:X\to A} et {\displaystyle f_{2}:X\to B}, il existe une unique application {\displaystyle f:X\to A\times B} telle que {\displaystyle f_{1}=p_{1}\circ f} et {\displaystyle f_{2}=p_{2}\circ f}. On résume cette propriété universelle en disant que {\displaystyle (A\times B,p_{1},p_{2})} est le produit de {\displaystyle A} et {\displaystyle B} dans la catégorie des ensembles.
La théorie des catégories définit ainsi de façon systématique des produits plus généraux, soit prenant en compte des structures supplémentaires (groupes produits, espaces topologiques produits), soit rajoutant des contraintes (produit d'une famille d'ensembles, produit fibré, etc.).

## Généralisation à plus de deux ensembles

### Triplets
De façon analogue aux couples la propriété visée est que  deux triplets sont égaux si et seulement si leurs premières composantes sont égales entre elles, puis leurs deuxièmes composantes, et enfin leurs troisièmes :
 {\displaystyle \forall a\,\forall b\,\forall c,\forall d\,\forall e\,\forall f\,[\,(a,b,c)=(d,e,f)\,]\Leftrightarrow [\,(a=d)\wedge (b=e)\wedge (c=f)\,]} 
Plusieurs définitions  sont possibles pour le triplet (a,b,c), par exemple :
- (a, b, c) = ((a, b), c)[6] ;
- (a, b, c) = (a, (b, c))[7] ;
- une famille dont l'ensemble des indices est un ensemble à 3 éléments[8].

Ces définitions ne sont pas équivalentes mais donnent toutes la propriété précédente.

### Produit cartésien de trois ensembles
Il est défini par :
 {\displaystyle A\times B\times C=\left\{(a,b,c)\mid (a\in A)\wedge (b\in B)\wedge (c\in C)\right\}} 
(avec la première définition proposée au paragraphe précédent, A × B × C = (A × B) × C, avec la seconde A × B × C = A × (B × C), la troisième est un cas particulier de celle donnée au paragraphe #Produit cartésien d'une famille d'ensembles).
Le produit A × A × A est appelé cube cartésien de A et il est noté A3 (lire « A au cube ») :

### n-uplets
Les définitions précédentes se généralisent à un n-uplet quelconque. La propriété visée pour ceux-ci est la suivante.

Propriété fondamentale d'un n-uplet :
{\displaystyle \forall \left(a_{1},a_{2},\cdots ,a_{n}\right),\forall \left(b_{1},b_{2},\cdots ,b_{n}\right),\quad [\,(a_{1},a_{2},\cdots ,a_{n})=(b_{1},b_{2},\cdots ,b_{n})\,]\Leftrightarrow [\,(a_{1}=b_{1})\wedge (a_{2}=b_{2})\wedge \cdots \wedge (a_{n}=b_{n})\,]}.

Les deux premières définitions se généralisent par récurrence, par exemple pour la première :
(a1, a2, … , an) = ((a1, a2, … , an-1), an).
Pour la dernière il suffit de disposer d'un famille indexée par un ensemble à n éléments.
Le produit cartésien de n ensembles est alors défini par :
 {\displaystyle A_{1}\times A_{2}\times \cdots \times A_{n}=\prod _{i=1}^{n}A_{i}=\left\{\left(a_{1},a_{2},\dots ,a_{n}\right)|a_{1}\in A_{1},\dots ,a_{n}\in A_{n}\right\}} 
et donc la puissance cartésienne n-ième d'un ensemble par :
 {\displaystyle A^{n}=\prod _{i=1}^{n}A=\{(x_{1},x_{2},\cdots x_{n})\mid \forall i,x_{i}\in A\}}.

## Produits infinis
On peut généraliser la notion de produit cartésien à celle de produit d'une famille d'ensembles indexée par un ensemble quelconque, fini ou infini.
Bien que plus générale, cette notion peut difficilement être introduite en théorie des ensembles avant celle de produit cartésien binaire, du moins naturellement, car elle fait appel à la notion de fonction, qui utilise la notion de produit cartésien binaire.

### Famille d'ensembles
Une famille A d'ensembles indexée par un ensemble I est une fonction définie sur I. L'image de i par A est notée Ai. Il s'agit juste d'une notation (adaptée à un certain usage) pour une construction connue. La famille A indexée par I sera plutôt notée (Ai)i∈I.

### Produit cartésien d'une famille d'ensembles
On peut maintenant définir le produit cartésien d'une famille d'ensembles (Ai)i∈I, que l'on note habituellement {\displaystyle \prod _{i\in I}A_{i}}, ou parfois {\displaystyle \times _{i\in I}A_{i}}.
Il s'agit de l'ensemble des fonctions f de I dans la réunion de la famille, telles que pour tout i dans I, f(i) appartienne à Ai :
{\displaystyle \prod _{i\in I}A_{i}=\left\{\left.f:I\to \bigcup _{i\in I}A_{i}\ \right|\ \forall \ i,\,f(i)\in A_{i}\right\}}.
- Pour utiliser cette définition, il faut pouvoir extraire d'un élément du produit sa composante d'indice j, élément de I. Pour cela, on définit pour tout j dans I, la fonction appelée j-ème projection,{\displaystyle \pi _{j}:\prod _{i\in I}A_{i}\to A_{j},\quad f\mapsto f(j).}
- On peut définir plus généralement, pour toute partie J de I, la « projection d'indice J », à valeurs dans le « produit partiel » indexé par J[10] :{\displaystyle \pi _{J}:\prod _{i\in I}A_{i}\to \prod _{i\in J}A_{i},\quad f\mapsto (f(i))_{i\in J}.}(Si J est un singleton { j }, le produit partiel indexé par J est en bijection canonique avec Aj[10].)
- On peut énoncer l'axiome du choix ainsi : le produit d'une famille d'ensembles non vides est non vide.
- Le produit d'une famille d'ensembles indexée par l'ensemble vide est, d'après la définition ci-dessus, le singleton dont l'unique élément est la fonction vide de ∅ dans ∅.

### Lien avec le produit de deux ensembles
Soient A et B deux ensembles. Pour toute paire I = {α, β} (par exemple α = ∅ et β = {∅}), on a une bijection canonique entre le produit A×B des deux ensembles et le produit de la famille (Ai)i∈I définie par Aα = A et Aβ = B, en associant à tout couple (x, y) de A×B l'élément f défini par f(α) = x et f(β) = y.

### Associativité
Soient (Ai)i∈I une famille d'ensembles et (Jk)k∈K une partition de I. L'application canonique
est bijective.
Par récurrence, le produit de n ensembles s'identifie ainsi au produit d'une famille indexée par {1, 2, … , n}.